# That's What I Am (singolo)
That's What I Am è un singolo di Conchita Wurst, pubblicato il 23 gennaio 2012. 

## Tracce
1. That's What I Am